# Баландін Дмитро Ігорович
Дмитро Ігорович Баландін (нар. 4 квітня 1995, Алмати, Казахстан) — казахський плавець, перший в історії Казахстану олімпійський чемпіон з плавання, триразовий чемпіон Азійських ігор, чемпіон Універсіади.

## Виступи на Олімпійських іграх
| Олімпіада | Дисципліна   | Місце |
| --------- | ------------ | ----- |
| Ріо 2016  | 100 м брасом | 8     |
| Ріо 2016  | 200 м брасом | 1     |

## Найкращі результати
| Дистанція    | Час     | Місце          | Дата           | Примітки |
| ------------ | ------- | -------------- | -------------- | -------- |
| 50 м брасом  | 27.24   | Казань         | 4 серпня 2015  |          |
| 100 м брасом | 59.38   | Казань         | 2 серпня 2015  |          |
| 200 м брасом | 2:07.46 | Ріо-де-Жанейро | 10 серпня 2016 | NR       |